# Мевазар
38°58′45″ пн. ш. 66°44′44″ сх. д. / 38.979166666667° пн. ш. 66.745555555556° сх. д.
Мевазар (узб. Mevazor, Мевазор) — міське селище в Узбекистані, в Яккабазькому районі Кашкадар'їнської області.
Статус міського селища з 2009 року.